# 奥村土牛記念美術館
奥村土牛記念美術館（おくむらどぎゅうきねんびじゅつかん）は、長野県南佐久郡佐久穂町にある美術館。「佐久穂町奥村土牛記念美術館条例」に基づいて運営されている。1990年5月20日開館。

## 概要
1945年から1951年まで当地に疎開した奥村土牛より寄贈された下絵や素描、書など約207点の作品を収蔵している。建物は疎開先の黒澤家の建物を改築したもので、開館にあたっては、建物が自然や周囲の家並みを調和していること、建物と絵画の調和を大切にすること、訪問者が落ち着いて鑑賞できること、改築の際には使えるものや残せるものをそのまま使うことを条件とした。
代表的な展示作品は「佐久風景」、「仔牛」、「鯉」などで、現在は年3回の展示替を行い、常設は30点程となっている。

## 利用
- 業務時間：午前9時30分から午後5時まで
- 休日：月曜日、年末年始（12月29日から1月3日）、ただし8月は無休

## 交通アクセス
- 中部横断自動車道八千穂高原ICより車で5分
- JR東日本小海線 八千穂駅下車 徒歩1分